# Forte rocca è il nostro Dio
Il nostro Dio è una roccaforte (in tedesco Ein feste Burg ist unser Gott) è il più famoso corale composto da Martin Lutero fra il 1527 e il 1529. Tradotto in inglese settanta volte e in moltissime altre lingue, è usato nella liturgia protestante ed evangelicale. Le parole del corale sono una parafrasi del salmo 46.

## Testo
Il testo si ispira al Salmo 46 del Libro dei Salmi (Antico Testamento) ed è composto da quattro strofe.
Ein gute Wehr und Waffen.

Er hilft uns frei aus aller Not,

Die uns jetzt hat betroffen.

Der alt böse Feind,

Mit Ernst er's jetzt meint.

Groß Macht und viel List

Sein grausam Rüstung ist.

Auf Erd ist nicht seinsgleichen.

Mit unsrer Macht ist nichts getan,

Wir sind gar bald verloren.

Es streit't für uns der rechte Mann,

Den Gott hat selbst erkoren.

Fragst du, wer der ist?

Er heißt Jesus Christ,

Der Herr Zebaoth,

Und ist kein ander Gott.

Das Feld muß er behalten.

Und wenn die Welt voll Teufel wär

Und wollt uns gar verschlingen,

So fürchten wir uns nicht so sehr,

Es soll uns doch gelingen.

Der Fürst dieser Welt,

Wie saur er sich stellt,

Tut er uns doch nicht.

Das macht, er ist gericht't.

Ein Wörtlein kann ihn fällen.

Das Wort sie sollen lassen stahn

Und kein' Dank dazu haben.

Er ist bei uns wohl auf dem Plan

Mit seinem Geist und Gaben.

Nehmen sie den Leib,

Gut, Ehr, Kind und Weib,

Laß fahren dahin.

Sie haben's kein Gewinn. 

Das Reich muß uns doch bleiben.»
Nostra speme in Lui si fonda.

Ne sostien benigno e pio,

Nell'angoscia più profonda.

Il tristo tentator,

A noi fa guerra ognor.

Astuzia e frode

Son l'armi sue tremende,

Ma da lor Dio ne difende

È perduto immantinente,

Quei che solo in sé confida.

Per noi pugna un Uom possente,

Che Dio scelse a nostra guida.

Chi sia, domandi tu,

Egli è Cristo Gesù,

Nostro Signore.

Da Lui vigor ne viene,

La vittoria in man Ei tiene.

Se migliaia di demoni,

Ne volessero inghiottire,

Le malefiche legioni,

Non vedranci impallidire.

Con tutti i lor terror,

Si mostrin pure il cuor,

No, non ci trema.

A un detto dell'Eterno,

Fia depresso il re d'inferno.

La parola della vita,

Rispettar dénno i potenti.

Col Suo Spirto Iddio n'aita,

Noi sarem con Lui vincenti.

Se pieni di furor,

Tolgonci figli, onor

Ed ogni bene,

Ne avranno vantaggio lieve

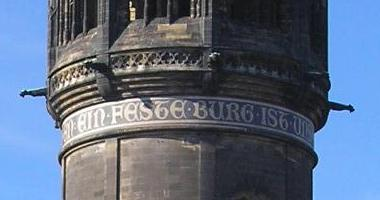
Cartiglio sul campanile della chiesa del Castello di Wittenberg: EIN FESTE BURG IST UNSER GOTT.

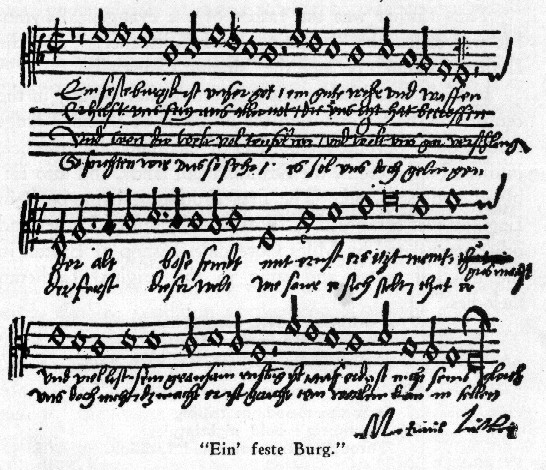
Ein feste Burg con la firma di Lutero

A noi il Regno restar deve.»
(Ein' feste Burg ist unser Gott è il più famoso inno composto da Martin Lutero fra il 1527 e il 1529)
Il testo in lingua tedesca è originale, la versione italiana è stata fatta da G. B. Niccolini, il cui testo è un adattamento.

## L'inno in musica

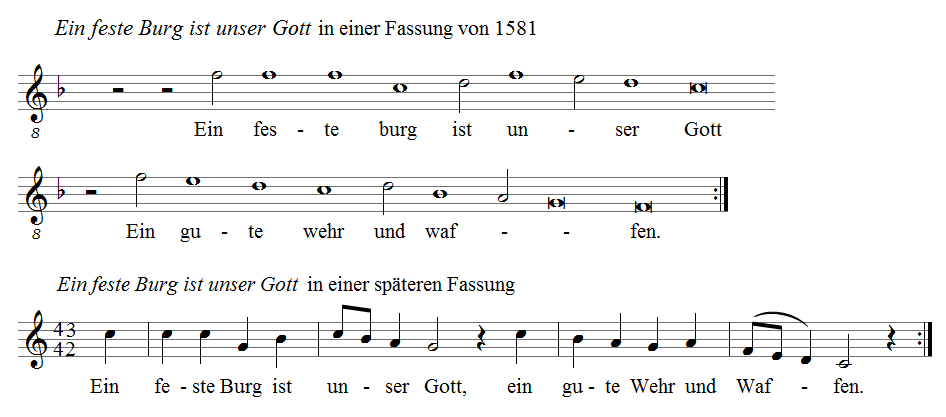
Evoluzione nel tempo della parte iniziale della linea melodica

Nel corso del tempo sono state composte diverse versioni per organo e strumenti a tastiera della cantata, tra queste:
- Michael Praetorius: Fantasia sopra Ein feste Burg ist unser Gott
- Johann Sebastian Bach: Choralbearbeitung BWV 720
- Charles-Valentin Alkan: Impromptu op. 69 sopra Ein feste Burg ist unser Gott per pianoforte o organo
- Wilhelm Rudnick: Fantasia sopra il corale Ein feste Burg ist unser Gott op. 33a
- Max Reger: Fantasia corale sopra Ein feste Burg ist unser Gott op. 27 (1898)
- Sigfrid Karg-Elert: Fantasia Ein feste Burg ist unser Gott op. 65 Nr. 47 (1909)
- Wilhelm Middelschulte: Toccata sopra Ein feste Burg ist unser Gott (1907)
- Walter Schindler: Piccola toccata sopra Ein feste Burg ist unser Gott (1949)
- Jean Langlais: Ein feste Burg ist unser Gott (Nr. 4 dal Livre oecoménique del 1968)
- Zoltán Gárdonyi: Preludio Ein feste Burg (1985)
- Zsolt Gárdonyi: Toccata Ein feste Burg (2017)

Inoltre è presente in altre opere di più ampio respiro, tra le quali:
- Michael Altenburg: (parte del Gaudium Christianum, 1617) Das Lutherische Schloß oder Feste Burgk a 19
- Johann Sebastian Bach: Cantata Ein feste Burg ist unser Gott BWV 80, 1730
- Georg Friedrich Händel: Oratorio occasionale (HWV 62) nell'aria To God, our strength
- Gottfried Heinrich Stölzel: Te Deum, c. 1720
- Felix Mendelssohn: Sinfonia n. 5 Riforma
- Richard Wagner: Kaisermarsch (WWV 104)
- Carl Otto Nicolai: Kirchliche Festouvertüre
- Giacomo Meyerbeer: Gli ugonotti (Opera, 1836)
- Jacques Offenbach: Ba-ta-clan (Operetta, 1855)
- Ludwig Meinardus: Luther in Worms, Oratorium 1872, op. 36
- Richard Strauss: Il giorno della pace, 1938